# Allium traubii
Allium traubii är en amaryllisväxtart som beskrevs av Thaddeus Monroe Howard. Allium traubii ingår i släktet lökar, och familjen amaryllisväxter. Inga underarter finns listade i Catalogue of Life.